# Lycaena scintillata
Lycaena scintillata är en fjärilsart som beskrevs av Lucas 1889. Lycaena scintillata ingår i släktet Lycaena och familjen juvelvingar. Inga underarter finns listade i Catalogue of Life.